# آدولفو د لا ورتا
آدولفو د لا ورتا (انگلیسی: Adolfo de la Huerta؛ زاده ۲۶ مهٔ ۱۸۸۱ – درگذشته ۹ ژوئیهٔ ۱۹۵۵) سیاستمدار، و پرسنل نظامی اهل مکزیک بود. وی از ۱ ژوئن ۱۹۲۰ تا ۳۰ نوامبر ۱۹۲۰ رئیس‌جمهور مکزیک بود.
آدولفو د لا ورتا در ۹ ژوئیه ۱۹۵۵، در سن ۷۴ سالگی در مکزیکو سیتی درگذشت.